# Scaramante
Scaramante è un album di Cristiano De André, pubblicato nel 2001.

## Tracce
1. Buona speranza - 4:41 - (Cristiano De André, Oliviero Malaspina)
2. Lady barcollando - 4:18 - (Cristiano De André, Oliviero Malaspina)
3. Sei arrivata - 3:14 - (Cristiano De André, Danny Greggio - Danny Greggio)
4. Fragile scusa - 4:23 - (Cristiano De André, Oliviero Malaspina - Daniele Fossati, Massimo Talamo)
5. Un'antica canzone - 3:45 - (Cristiano De André)
6. Le quaranta carte - 4:29 - (Cristiano De André, Oliviero Malaspina - Cristiano De André, Oliviero Malaspina, Luca Cersosimo)
7. Sapevo il credo - 4:19 - (Rudy Marra - Eros Cristiani, Fabrizio Casalino)
8. Sempre anà - 3:54 - (Cristiano De André, Mauro Pagani)
9. La diligenza - 4:13 - (Cristiano De André - Cristiano De André, Luca Cersosimo)
10. Il silenzio e la luce - 4:02 - (Cristiano De André, Oliviero Malaspina)

## Formazione
- Cristiano De André - voce, chitarra classica, tromba, charango, sintetizzatore, percussioni, chitarra acustica, slide guitar, violino, tastiera, bouzouki
- Giovanni Imparato - percussioni, cori
- Luca Cersosimo - programmazione
- Sergio Barlozzi - batteria, percussioni
- Stefano Melone - tastiera, cori, programmazione, pianoforte
- Rocco Zifarelli - chitarra classica, chitarra elettrica, oud, slide guitar
- Daniele Fossati - programmazione
- Roberto Melone - basso
- Elio Rivagli - batteria
- Massimo Talamo - chitarra elettrica, programmazione, chitarra acustica
- Pino Pischetola - programmazione addizionale
- Pier Michelatti - basso
- Massimo Dedo - trombone
- Michela Calabrese - flauto
- Luvi De André, Mauro Pagani, Emanuela Gubinelli - cori

## Riconoscimenti
L'album ha ricevuto il Premio Lunezia 2002 per il suo valore Musical-letterario.